# Rafael de Mayrinck
Rafael de Mayrinck (Vassouras, 24 de outubro de 1874 — Rio de Janeiro, 5 de junho de 1931) foi um professor, poliglota, advogado e diplomata brasileiro.
Filho de João Carlos Mayrinck e Rosa Furquim Werneck de Mayrinck, viscondes de Mayrink. Era sobrinho do Conselheiro Mayrink, e descendente em linhas diretas dos barões de Pati do Alferes e Itambé.
Fez seus estudos iniciais no Colégio dos Jesuítas do Tirol austríaco. Posteriormente bacharelou-se em Letras, Filosofia e Direito pela Sorbonne de Paris o que lhe garantiu uma esmerada educação e conhecimento das várias línguas que falava e escrevia com pronúncia e sintaxe perfeitas.
Pouco após sua graduação e regresso ao Brasil, foi nomeado por concurso, no ano de 1900 para a Secretaria de Estado das Relações Exteriores, então chefiada pelo Visconde de Cabo Frio. Em 1903 foi promovido a 2º Oficial e depois de três anos foi transferido para o Corpo Diplomático, em cargo equivalente ao de 2º Secretário e designado para servir na Legação Brasileira em Bruxelas. Sua partida foi retardada por ter integrado a Comissão no Rio de Janeiro da III Conferência Pan-Americana, ocasião que serviu junto ao Barão do Rio Branco, Joaquim Nabuco, Assis Brasil, Gastão da Cunha, Olavo Bilac e Rodrigo Octavio.
Serviu como encarregado de Negócios em Bruxelas até meados de 1907 quando foi transferido para Caracas. Veio de licença para o Rio de Janeiro, e em 1910 foi removido para a Colômbia quando um desentendimento diplomático havido entre aquele país e o Peru o colocou em evidência pela sua atuação como mediador das partes contendedoras. De Bogotá foi transferido novamente para o Rio de Janeiro onde logo após ser promovido por antiguidade ao cargo de 1º Oficial, foi distinguido com o cargo em confiança de Auxiliar de Diretor Geral dos Negócios Políticos e Diplomáticos onde ocupou diversas posições interinas até ser pelo presidente Epitácio Pessoa, efetivado chefe do protocolo e Introdutor Diplomático. Secretariou a Comissão de Jurisconsultos Americanos reunida no Rio de Janeiro no início do Governo Epitácio Pessoa. Era examinador de francês e alemão para o provimento dos cargos de Secretario de Legação e Terceiro Oficial, e por vezes foi o presidente das bancas examinadoras do Ministério. Morreu quando após a reforma funcional de 13 de janeiro de 1931 organizada pelo Chanceler Afrânio Melo Franco, tinha sido colocado na categoria de Ministro Plenipotenciário de 2ª Classe com designação de chefe do Protocolo.
Era professor substituto de francês e inglês no Colégio Pedro II e inspetor federal do Ginásio de Bebedouro, São Paulo. Exerceu a presidência da Sociedade de Ciências e Letras de Petrópolis, atual Instituto Histórico de Petrópolis, cidade fluminense onde residiu por vinte anos.
Representou em 1926, o Itamarati, por designação do ministro Félix Pacheco, no Congresso de Geografia de Vitória. Foi presidente da Associação dos funcionários de seu ministério.
Possuía várias condecorações estrangeiras entre as quais a comenda de S. Maurício e Lázaro, da Itália, a comenda e placa de Carlos III e a de Isabel a Católica, da Espanha, a Espiga de Ouro da China, a comenda do Mérito da Áustria, a comenda da Ordem de Wasa da Suécia e a do Leão Branco da Tchecoslováquia. Era Sócio Correspondente da Academia de Jurisprudência de Bogotá.
Casou com sua prima irmã, Julieta Furquim Werneck de Almeida (1882 – 1992) filha do Dr.Francisco Furquim Werneck de Almeida e de Hortense Josefina Furquim de Almeida Werneck. Tiveram 6 filhos. Faleceu na Rua Júlio de Castilhos, nº 57, Copacabana e foi sepultado no Cemitério Municipal de Petrópolis.